# Grubišno Polje

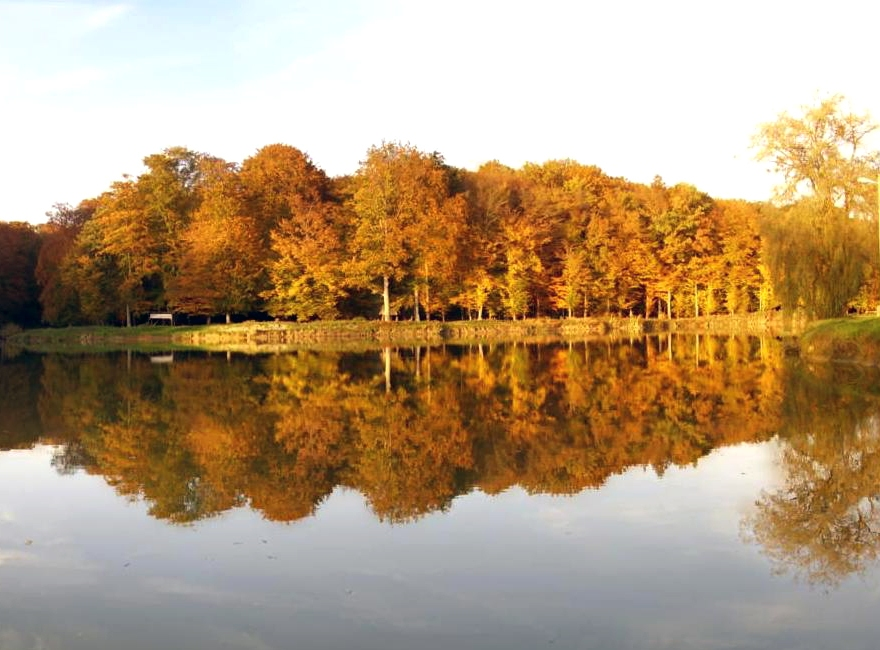
Bara-dammen - ett populärt semestermål

Grubišno Polje (tyska: Poglack, ungerska: Puszta Zdenci) är en stad i Kroatien. Centralorten har 3 171 och kommunen 7 523 invånare (2001). Grubišno Polje ligger Bjelovar-Bilogoras län, sydöst om huvudstaden Zagreb.

## Orter i kommunen
Grubišno Polje utgör huvudorten i kommunen med samma namn. I kommunen finns förutom Grubišno Polje följande 23 orter: Dapčevićki Brđani, Dijakovac, Donja Rašenica, Gornja Rašenica, Grbavac, Grubišno Polje, Ivanovo Selo, Lončarica, Mala Barna, Mala Dapčevica, Mala Jasenovača, Mala Peratovica, Mali Zdenci, Munije, Orlovac Zdenački, Poljani, Rastovac, Treglava, Turčević Polje, Velika Barna, Velika Dapčevica, Velika Jasenovača, Velika Peratovica och Veliki Zdenci.

## Historia
Arkeologiska utgrävningar visar att området där Grubišno Polje ligger har varit bebott sedan länge. Fynd från sten-, järn- och bronsåldern samt keramiska föremål efter Vučedolkulturen har påträffats i staden och dess omgivningar.
Området beboddes tidigare av japoderna, en illyrisk folkstam som år 9 e.Kr. besegrades av romarna. Området införlivades då i den romerska provinsen Pannonien. Under slutet av folkvandringstiden, omkring 570-610, bosatte sig slaverna (dagens kroater) i området där de grundade olika samhällen. Området kom senare att ingå i det medeltida kroatiska kungariket som upprättades under 900-talet och från 1100-talet, efter personalunionen med ungrarna, i kungariket Ungern.
1552 lyckades osmanerna inta närbelägna Virovitica. Grubišno Polje hamnade då i gränslandet mellan Habsburgska och Osmanska riket. Staden stod under osmanernas kontroll även om den periodvis befann sig i ingenmansland. Sedan osmanerna förlorat Virovitica 1684 och Požega 1689 inträdde fred i hela området och stadens tillhörighet till Habsburgska riket befästes. Österrikarna upprättade Militärgränsen i vilken Grubišno Polje kom att ingå.
1871 upplöstes Militärgränsen och staden kom att ingå i det civila Kroatien. Staden fick därefter en urban prägel och en ny era av tillväxt och utveckling inträdde.

## Kända personligheter från Grubišno Polje
- Alexander Roda Roda

Zvonko Bogdan Krezubica